# Janne Andersson
Jan Olof Andersson (Halmstad, 29 de septiembre de 1962) es un exfutbolista y actual entrenador de fútbol sueco que actualmente se encuentra sin club.

## Trayectoria

### Como futbolista
Debutó como futbolista con 17 años en el Alets IK de su ciudad natal. Jugó en el club durante siete temporadas. Tras un breve paso por el IS Halmia volvió en 1988 al Alets para finalmente, tras cuatro años en el equipo, acabar su carrera futbolística en el Laholms FK.

### Como entrenador
En su segunda etapa en el Alets IK, durante su primera temporada, ejerció el cargo de jugador-entrenador durante un año. Desde 1990 hasta 1992, aun siendo jugador del Alets, se convirtió en el segundo entrenador del Halmstads BK. Tras finalmente acabar su carrera como jugador en el Laholms FK, se convirtió en entrenador del club durante cinco temporadas, llevando al club a jugar en la División 2. Tras pasar de nuevo como segundo entrenador del Halmstads BK, finalmente en 2004 se convirtió en el primer entrenador del club en la Allsvenskan. Consolidándose en clubes de primera división, y tras un breve paso por el Örgryte IS, en 2011 se marchó al IFK Norrköping, donde llegó su primer título como entrenador con la Allsvenskan y la Supercopa de Suecia, lo cual le llevó en la temporada siguiente a entrenar a la selección de fútbol de Suecia. 

## Clubes

### Como jugador
| Club       | País   | Año       |
| ---------- | ------ | --------- |
| Alets IK   | Suecia | 1979-1986 |
| IS Halmia  | Suecia | 1987-1988 |
| Alets IK   | Suecia | 1989-1992 |
| Laholms FK | Suecia | 1993      |

### Como entrenador
Datos actualizados al último partido dirigido el 19 de noviembre de 2023.
| Club                | País   | Año       | PJ  | PG  | PE | PP  | Efectividad |
| ------------------- | ------ | --------- | --- | --- | -- | --- | ----------- |
| Alets IK            | Suecia | 1988-1989 | ?   | ?   | ?  | ?   | ?           |
| Laholms FK          | Suecia | 1993-1998 | ?   | ?   | ?  | ?   | ?           |
| Halmstads BK        | Suecia | 2004-2009 | 95  | 29  | 28 | 38  | 40.35%      |
| Örgryte IS          | Suecia | 2010      | 25  | 8   | 11 | 6   | 46.67%      |
| IFK Norrköping      | Suecia | 2011-2016 | 182 | 83  | 41 | 58  | 53.11%      |
| Selección de Suecia | Suecia | 2016-2023 | 93  | 48  | 15 | 30  | 56.99%      |
| Total               | Total  | Total     | 395 | 168 | 95 | 132 | 50.55%      |

## Palmarés

### Campeonatos nacionales
| Título              | Club           | País   | Año  |
| ------------------- | -------------- | ------ | ---- |
| Allsvenskan         | IFK Norrköping | Suecia | 2015 |
| Supercopa de Suecia | IFK Norrköping | Suecia | 2015 |